# Oroko
Oroko (auch Bakundu-Balue) ist die Sprache der Oroko. Sie ist eine Bantusprache und wird von circa 168.000 Menschen in Kamerun gesprochen.
Sie ist in den Départements Meme und Ndian in der Region Sud-Ouest verbreitet.

## Klassifikation
Sie ist eine Nordwest-Bantusprache und gehört zu der Lundu-Balong-Gruppe, die als Guthrie-Zone A10 klassifiziert wird. Innerhalb der Lundu-Balong-Sprachen wird sie als einzige Sprache der Oroko-Gruppe zugeordnet.
Es gibt die Dialekte Lokundu (auch Bakundu, Kundu, Lakundu, Bekunde, Bawo und Nkundu), Lolue (auch Balue, Barue, Babue, West Kundu und Lue), Mbonge, Ekombe (auch Bekombo und Ekumbe), Londo (auch Balondo Ba Nanga und Balondo Ba Diko), Longolo (auch Ngolo), Bima, Lotanga (auch Batanga) und Lokoko (auch Bakoko).